# 1793 у літературі

## Твори
- «Вечірня прогулянка» (англ. An Evening Walk) — поема англійського поета-романтика Вільяма Вордсворта.
- нім. «Augustenburger Briefe», «Про грацію і гідність» (нім. «Über Anmut und Würde»), нім. «Kallias-Briefe» — філософські твори Йоганна-Фрідріха Шиллера.
- «Громадянин-генерал» — драма Йоганна Вольфганга фон Гете.
- «Гімнастика для юнацтва» (нім. «Gymnastik für die Jugend») — перший німецький гімнастичний посібник педагога Йоганна Гутсмутса.

## Видання
- Почаївський Молитвослов (Василіян).
- Граф Олексій Іванович Мусін-Пушкін видає заповіт Володимира Мономаха «Духовна велика книга Володимира Всеволодовича Мономаха дітям своїм».
- У Кракові вийшла робота Я. Мерошевського «Загальний висновок про користь і способи становлення ґрунтовного і довготривалого гірництва на землях Речі Посполитої».
- Вийшла праця французького військового інженера Себаст'єна ле Претра де Вобана «Твори про військові споруди» (фр. «Oeuvres militaires»).

## Народилися
- 7 січня — Сильвестер Венжик Гроза, польський письменник, публіцист. Представник «української школи» в польській літературі. Старший брат поета й драматурга Александра Кароля Грози.
- 20 січня — Коллен де Плансі, французький письменник. Автор численних праць з окультизму та демонології.
- 3 червня — Антоній Мальчевський, польський поет-романтик. Один із основоположників «української школи» в польській поезії.
- 20 червня — Фредро Александер, граф (шляхетський герб «Бонча»), польський комедіограф, мемуарист, поет, масон. Рідний дід Андрея Шептицького.
- 29 липня — Ян Коллар, словацький політик, поет, етнограф, філософ і лютеранський священик.
- 21 грудня — Сомов Орест Михайлович, російський письменник, літературний критик і журналіст, українського роду
- ? — Маслович Василь Григорович, український та російський письменник, байкар, журналіст, засновник часопису «Харківський Демокрит».
- ? — Склабовський Олександр Васильович, ад'юнкт російської словесності і викладач поезії в Харківському університеті, письменник і поет, редактор «Українського журналу».

## Померли
- 6 лютого — Карло Ґольдоні, італійський драматург.
- 3 листопада — Олімпія де Гуж, французька письменниця і журналістка, політичний діяч, феміністка, автор «Декларації прав жінки і громадянки».